# Flamma (prefecte)
Flamma (en llatí Flamma) va ser un militar romà del segle i aC.
Era prefecte de la flota de Juli Cèsar en l'expedició de Gai Curió a l'Àfrica l'any 47 aC. En conèixer la notícia de la derrota al riu Bagrades (42 aC) Flamma va fugir a Útica amb totes les naus sense intentar ajudar els fugitius de l'exèrcit de Curió.